# Les Filles (film, 1968)
Pour les articles homonymes, voir Les Filles.
Pour plus de détails, voir Fiche technique et Distribution.
Les Filles (Flickorna) est une comédie dramatique suédoise, réalisée par Mai Zetterling, sortie en 1968.

## Synopsis
La tournée d'une troupe de théâtre dans la province suédoise. Au programme, Lysistrata d'Aristophane. Trois comédiennes amies jouent ensemble cette pièce. « Le message de prise de conscience et de révolte féministe avant la lettre contenu dans cette comédie antique, agit sur les actrices comme un révélateur. Elles se rebellent, chacune à sa façon. »,.

## Fiche technique
Sauf indication contraire, les informations mentionnées dans cette section peuvent être confirmées par la base de données cinématographiques IMDb,  présente dans la section « Liens externes ».
- Titre : Les Filles
- Titre original : Flickorna
- Réalisation : Mai Zetterling
- Scénario : M. Zetterling, David Hughes, d'après une pièce d'Aristophane
- Décors : Charles Delattre
- Costumes : Ulla-Britt Söderlund
- Son : Bob Allen
- Photographie : Rune Ericson
- Montage : Vic Kjellin
- Musique : Michael Hurd
- Production : Göran Lindgren
- Société de production : Sandrews
- Sociétés de distribution : Lindgren, New Yorker Video, Project X Distribution
- Pays de production :  Suède
- Langue originale : suédois
- Format : noir et blanc — 35 mm — 1,66:1 — son mono
- Genre : comédie dramatique
- Durée : 100 minutes
- Dates de sortie :
  - Suède : 16 septembre 1968
  - France : 6 juin 1969

## Distribution
- Bibi Andersson : Liz Lindstrand
- Harriet Andersson : Marianne
- Gunnel Lindblom : Gunilla
- Gunnar Björnstrand : Hugo
- Erland Josephson : Carl
- Åke Lindström : Bengt
- Stig Engström : Thommy